# NN-96
La carretera NN‑96 es una vía colectora secundaria que se localiza en el departamento de Chontales. Conecta varias comunidades rurales al oeste de Villa Sandino, mejorando el acceso vial hacia esta ciudad y su vínculo con otras rutas departamentales y nacionales.

## Trazado y cruces
| km   | Localidad / Punto   | Departamento | Conexión / Ruta |
| ---- | ------------------- | ------------ | --------------- |
| 0,0  | San Antonio         | Chontales    | Camino rural    |
| 6,4  | Comunidad El Zapote | Chontales    |                 |
| 13,2 | Villa Sandino       | Chontales    | NIC 71 , NN 95  |

## Coordenadas
Uno de los tramos de la NN‑96 puede ser encontrado en las coordenadas: 12°07′30″N 84°45′20″O / 12.1250, -84.7555